# 1 Estoński Pułk Policji
1 Estoński Pułk Policji (niem. Estnische Polizei Regiment 1, est. 1 Eesti Politseirügement) – kolaboracyjna jednostka policyjna złożona z Estończyków pod koniec II wojny światowej

## Historia
Został sformowany 11 kwietnia 1944 r. na bazie 286, 288, 291 i 292 Estońskich Batalionów Schutzmannschaft. Na jego czele stanął mjr Karl Saimre. Liczył ponad 2,1 tys. ludzi. Pułk formalnie był częścią niemieckiej policji, ale Estończycy nosili mundury wojskowe i pod względem taktycznym podlegali Wehrmachtowi. Pułk był przeznaczony do obrony wybrzeża północno-wschodniej Estonii. Był jednak słabo uzbrojony i wyposażony. Rozformowano go 20 sierpnia 1944 r. Część oficerów ze sztabu zasiliła 2 Estoński Pułk Policji.